# 小田勝美
小田 勝美（おだ かつみ、1952年5月6日 - ）は、日本の元男子バレーボール選手。
株式会社ブレイザーズスポーツクラブ常務取締役、堺ブレイザーズ（V・プレミアリーグ所属男子バレーボール部）部長、Vリーグ機構理事、公益財団法人日本バレーボール協会強化事業本部副本部長を歴任。

## 来歴・人物
兵庫県春日町（現・丹波市）出身。新日鐵時代には、100cmを越す並外れたジャンプ力のセンタープレーヤーとして活躍し、1976年のモントリオールオリンピックの代表にも選ばれた。日本リーグでは、田中幹保とともに1973年から始まった新日鐵の4連覇、3連覇の立役者としてチームを牽引し、ベスト6にも8回選出されている。また、スパイク賞2回、ブロック賞3回を受賞し、これらの輝かしい球歴に対して、2007年4月に、Vリーグ栄誉賞（個人記録で傑出した選手）を授与された。

## 球歴
- 所属チーム
  - 新日本製鐵（新日鐵）（1971-1987）
- 全日本代表としての主な国際大会出場歴
  - オリンピック - 1976
  - 世界選手権 - 1974,1978
  - ワールドカップ - 1977